# Stone Gossard
Stone Carpenter Gossard (Seattle, 20 luglio 1966) è un compositore e chitarrista statunitense, noto come membro fondatore, compositore e chitarrista ritmico dei Pearl Jam,  nonché componente dei Brad e dei Painted Shield, ed in precedenza delle band Green River, Mother Love Bone e Temple of The Dog.

## Biografia
Stone Carpenter Gossard nasce e cresce a Seattle, nel quartiere di Capitol Hill. Sua madre è Carolyn Carpenter, impiegata pubblica. Suo padre è David William Gossard, Jr, avvocato. Ha due sorelle: Star Leslie Dirette e Shelly Joan.
(Stone Gossard a Brian Quinn per Daily Record, 2009)
Inizia a suonare la chitarra a sedici anni  e, dopo il diploma alla Northwest School (1984), scuola privata alternativa e ricca di stimoli culturali, Stone si dedica alla musica con varie band: March of Crimes, nel quale milita anche il futuro bassista dei Soundgarden Ben Shepherd, e Ducky Boys, con il compagno di scuola Steve Turner. Con quest'ultimo e il bassista Jeff Ament entra poi a fare parte dei Green River, band seminale della scena di Seattle.  

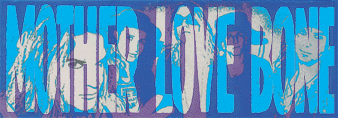
Mother Love Bone, logo. Caricato da Marcos02abh

Nel 1988, i Green River si sciolgono per differenze di vedute artistiche e di ambizioni: Mark Arm e Steve Turner formano i Mudhoney, Gossard e Ament i Mother Love Bone con il cantante dei Malfunkshun, Andrew Wood. Il gruppo ottiene un contratto discografico, ma poco prima della pubblicazione del primo disco, Apple, Wood muore per overdose di eroina (1990).
(Stone Gossard a Bryan Quinn, Daily Record, 2009)
Chris Cornell, amico e coinquilino di Wood nonché cantante dei Soundgarden, compone alcune canzoni in ricordo dell'amico scomparso. Da queste canzoni, con la partecipazione di Gossard e Ament e il coinvolgimento di Mike Mc Cready, vecchio amico di Gossard, e Matt Cameron, nasce il progetto Temple of The dog, primo e più noto supergruppo della scena grunge, che pubblica il disco omonimo (1991). Dell'esperienza, Gossard dirà:

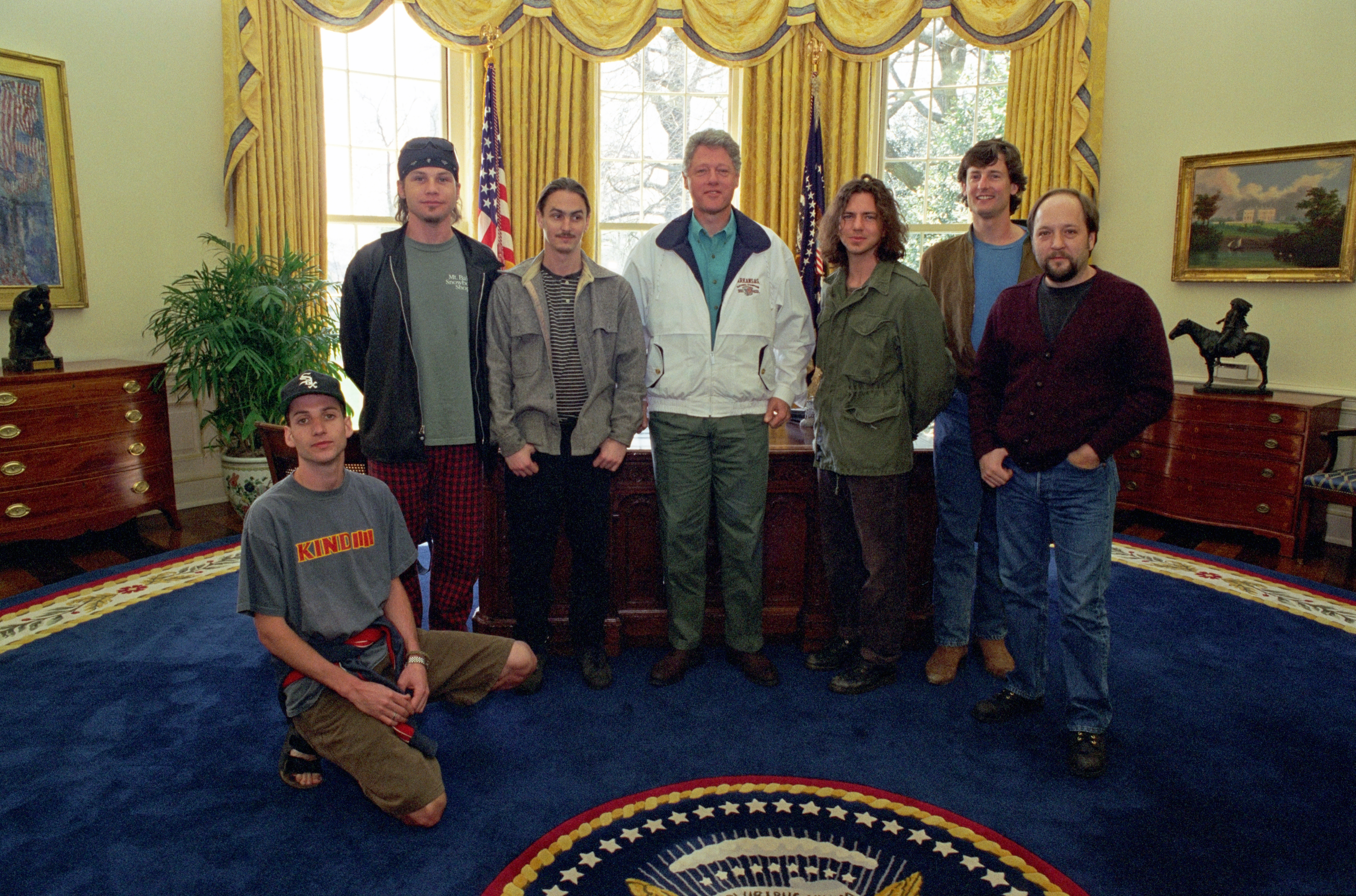
I Pearl Jam con l'allora Presidente degli Stati Uniti Bill Clinton nello Studio Ovale della Casa Bianca, Washington (USA), 1994. Foto Barbara Kinney

Nel frattempo, Gossard e Ament sono alla ricerca di un nuovo cantante per la loro nuova band e lo trovano in Eddie Vedder, un musicista di San Diego che scrive i testi e registra le voci sulle tracce inviate per posta da Gossard. Il gruppo dapprima si esibisce con il nome di Mookie Blaylock, poi cambiato in Pearl Jam.
Il primo disco del gruppo, Ten (1991), le cui musiche sono scritte prevalentemente da Gossard, ottiene un enorme successo di pubblico e di critica, trainato dai brani Alive, Even Flow e Black. Della band, Stone Gossard è considerato, soprattutto negli anni Novanta, la mente musicale e progettuale:
(Eddie Vedder)
(Stone Gossard a Bryan Quinn, Daily Record, 2009)
(Stone Gossard a Cameron Crowe, Rolling Stone, 1993)
Voce principale Pearl Jam
Oltre alla chitarra, Gossard ha suonato anche il basso, il mellotron, esegue spesso i cori e occasionalmente la prima voce, come nei brani Mankind nell'album No Code e Don't Gimmie No Lip nell'album Lost Dogs.
Nel 1994 i Pearl Jam ingaggiano una battaglia contro il colosso Ticketmaster. Gossard e Ament vengono ascoltati da una Commissione del Congresso 
Nello stesso anno fonda con Regen Hagar l'etichetta discografica Loosegroove Records, che pubblica numerosi artisti rock e hip hop e il debutto dei Queens of the Stone Age (1998). È proprietario dello Studio di registrazione Litho di Seattle, nel quale hanno inciso numerosi gruppi, tra cui i Soundgarden, gli Staind, i Deftones, oltre ai suoi gruppi Brad ed Pearl Jam.
Nel 2001 pubblica il suo primo album solista, Bayleaf,  seguito da Moonlander (2013), che vede ospiti Matt Cameron (Pearl Jam, Soundgarden), Matt Chamberlain, Regan Hagar (Brad, Malfunkshun, Satchel), Pete Droge, Brandon Harper, Gregg Keplinger, Keith Lowe, Barbara Ireland (The Fags) e Hans Teuber. Ad ogni traccia corrisponde un'illustrazione ad opera della figlia di Stone Gossard dell'età di cinque anni.
Come cantante, si ispira a Neil Young:
Nel 2017 entra a fare parte della Rock & Roll Hall of Fame come membro dei Pearl Jam.
Nel 2019 tiene un discorso al concerto tributo dedicato a Chris Cornell, scomparso nel maggio 2017.
Interpellato su cosa avrebbe fatto se non fosse diventato un musicista, Stone Gossard dice che sarebbe stato un avvocato o qualcuno in pubblicità.

### Vita privata
Nel 2007 Stone Gossard sposa Liz Weber, attivista ecologista e imprenditrice, da cui, nello stesso anno, ha la figlia Vivian Sparks. Dopo il divorzio (2011) sposa in seconde nozze Vivien LM Wang, da cui ha le figlie Marlowe (2013) e Faye (2015). In una intervista a Matt Pinfield per New & Approved (2022) dichiara:

## Discografia

### Da solista
- 2001 - Bayleaf
- 2013 - Moonlander

### Green River
- 1986 - Come on Down (EP)
- 1987 - Dry As a Bone
- 1987 - Rehab Doll
- 1988 - Rehab Doll/Dry As a Bone

### Mother Love Bone
- 1989 - Shine
- 1990 - Apple
- 1992 - Mother Love Bone
- 2016 - On Earth as It Is - The Complete Works

### Temple of the Dog
- 1991 - Temple of the Dog

### Pearl Jam
- 1991 - Ten
- 1993 - Vs.
- 1994 - Vitalogy
- 1996 - No Code
- 1998 - Yield
- 1998 - Live on Two Legs
- 2000 - Binaural
- 2002 - Riot Act
- 2003 - Lost Dogs
- 2004 - Rearviewmirror: Greatest Hits 1991-2003
- 2004 - Live at Benaroya Hall
- 2006 - Pearl Jam
- 2006 - Live at Easy Street (EP)
- 2007 - Live at the Gorge 05/06
- 2009 - Backspacer
- 2013 - Lightning Bolt
- 2020 - Gigaton

### Brad
- 1993 - Shame
- 1997 - Interiors
- 2002 - Welcome to Discovery Park
- 2005 - Brad vs Satchel
- 2010 - Best Friends?
- 2012 - United We Stand